# آلبورکرکه
آلبورکرکه (به اسپانیایی: Alburquerque, Badajoz) یک شهرستان در اسپانیا است که در استان باداخس واقع شده‌است.

## خصوصیات
آلبورکرکه ۷۲۳ کیلومترمربع مساحت و ۵٬۵۸۷ نفر جمعیت دارد و ۵۰۶ متر بالاتر از سطح دریا واقع شده‌است.